# Juana Ruiz Sánchez
Juana Ruiz Sánchez (nacida en 1958) es una cooperante española en Palestina, conocida por su detención el pasado 13 de abril de 2021. Ruiz trabaja para la ONG Health Work Committes.

## Biografía
Casada con Elías Rismawi, Palestino, en 1985, es madre de dos hijos.
El día 13 de abril de 2021, a primera hora de la mañana, fue detenida en su domicilio en la localidad cisjordana de Beith Sahur, cerca de Belén. Un juez militar encargado del caso prolongó su interrogatorio hasta el lunes 26 de abril. Previamente, en la madrugada del 8 de marzo de 2021, el ejército israelí allanó la oficina central de Health Work Committees (HWC), la organización sanitaria en la que trabaja Juana Ruiz, en la ciudad de Al Bireh, deteniendo al responsable del Departamento de Contabilidad de HWC, Tayseer Abu Sharbak. Más tarde fue detenido Saeed Abbad, antiguo responsable del Departamento de Contabilidad. Varias organizaciones políticas y sindicales españolas, entre las que figuran Izquierda Unida y los sindicatos  CCOO, UGT y USO solicitaron el 25 de abril su liberación a las autoridades israelíes.
Tras diversas vistas y aplazamientos, hubo una vista el 10 de agosto de 2021, ya con la acusación de tener vínculos con una organización ilegal y desvío de fondos para financiar dicha organización..La vista fue en la corte militar de la prisión de Ofer, llegó esposada de manos y pies y no hubo interpretación al castellano. Se fijó una nueva vista para el 1 de septiembre.
Por otro lado, la familia y amigos abrieron una solicitud en una plataforma solidaria para sufragar los costes de la defensa.
Tras ser declarada culpable el 17 de noviembre de 2021 por un tribunal miliar israelí, fue condenada a 13 meses de cárcel por trabajar y recaudar fondos para una ONG palestina que el Gobierno de Israel considera ilegal. Finalmente, Juana Ruiz fue puesta en libertad condicional el 1 de febrero de 2022, tras pasar en prisión casi 300 días.